# Anna Hyatt Huntington
Anna Vaughn Hyatt Huntington, nascida Anna Vaughn Hyatt, (Cambridge, 10 de março de 1876 - Redding, 4 de outubro de 1973) foi uma escultora estadunidense e uma das mais proeminentes escultoras da cidade de Nova Iorque. Em  uma época de tão poucas mulheres bem sucedidas nas artes em geral, Anna ascendeu ao sucesso com uma brilhante carreira. Fez várias exposições, tanto nos Estados Unidos quanto no exterior, recebeu críticas positivas e ganhou prêmios e medalhas de honra. Nas primeiras duas décadas do século XX, Anna tornou-se famosa por suas esculturas de animais, combinando um profundo realismo com emoções vívidas. Em 1915, ela criou o primeiro monumento público de Nova Iorque, do lado de fora do Central Park. O monumento a Joana D'arc, na Riverside Drive com a Rua 93, é também o primeiro monumento da cidade totalmente dedicado a uma mulher histórica.

## Vida pessoal e estudos
Nascida em Cambridge, seu pai, Alpheus Hyatt, era professor de paleontologia e zoologia na Universidade Harvard e no Instituto de Tecnologia de Massachusetts (MIT) e foi um grande influenciador para a escolha de Anna em retratar animais em suas obras. Anna estudou com Henry Hudson Kitson, em Boston, que acabou expulsando-a de seu estúdio depois que Anna identificou problemas no trabalho do tutor.
Em seguida, estudou com Hermon Atkins MacNeil e Gutzon Borglum, no Art Students League of New York. Além do estudo formal, Anna passou horas em circos e em zoológicos da cidade, especialmente do Bronx, estudando extensivamente como os animais se moviam e se comportavam.

## Carreira
Foi uma dos 250 escultores a exibir trabalhos no terceiro salão internacional de esculturas do Museu de Arte da Filadélfia, no verão de 1949. Em 1932, tornou-se uma das primeiras mulheres eleitas para American Academy of Arts and Letters. Entre 1927 e 1937, Anna contraiu e se tratou de tuberculose.
Aos 47 anos, casou-se com o filantropo milionário Archer Milton Huntington, sendo sua segunda esposa, e juntos fundaram o Brookgreen Gardens, perto de Myrtle Beach, na Carolina do Sul. Foi membro da Academia Nacional de Desenho e da National Sculpture Society. Foi graças a uma doação generosa do casal Huntington que uma exposição ocorreu em 1929, patrocinada pela Academia Nacional de Desenho. Devido à imensa fortuna de Archer e os interesses mútuos, o casal foi responsável por fundar treze museus e reservas da vida selvagem pelos Estados Unidos.

## Morte e legado

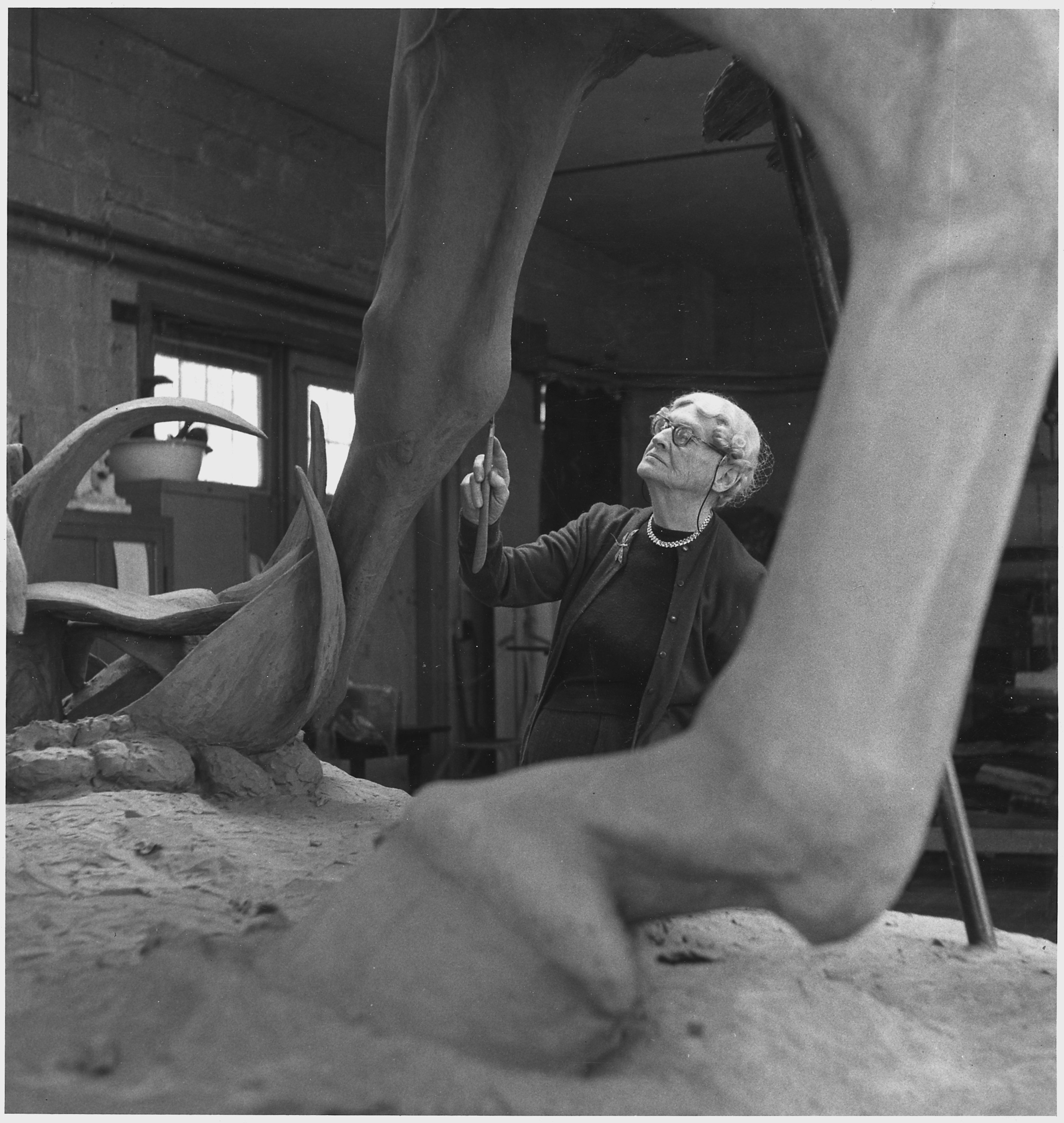
Anna Hyatt Huntington, trabalhando na estátua de Jose Marti

Devido à tuberculose, Anna precisou diminuir o ritmo de trabalho várias vezes e tirar férias prolongadas em locais de clima ameno. Ela faleceu em 4 de outubro de 1973, em Redding, Connecticut e foi sepultada no Cemitério de Woodlawn, no Bronx, em Nova Iorque ao lado do marido, que morreu em 11 de dezembro de 1955. Seus rascunhos e estudos estão hoje guardados na biblioteca da Universidade de Syracuse e no Archives of American Art, do Smithsonian.
O Metropolitan Museum of Art colocou Anna como uma das mais talentosas esculturas dos Estados Unidos, junto de Malvina Hoffman e Evelyn Longman.